# Paul Landers
Paul H. Landers, właśc. Heiko Paul Hiersche (ur. 9 grudnia 1964 w Berlinie) – niemiecki muzyk, gitarzysta zespołu Rammstein.

## Życiorys
Do trzynastego roku życia zajmował się gimnastyką; uczył się grać na wiolonczeli, pianinie i gitarze. Jako 16-latek wyprowadził się z domu, pracował m.in. w charakterze palacza. Karierę muzyczną zaczynał w zespole (który zresztą założył) Feeling B. (z Christianem Lorenzem), później przeszedł do Rammstein. Gra w tym zespole na gitarze elektrycznej.
Przyjął nazwisko żony Nikki Landers. Rozwiódł się z nią w czasie zakładania Rammstein. Ma dwoje dzieci: syna Emila i córkę Lilly.
Dobrze posługuje się językiem rosyjskim, dzięki czemu zespół Rammstein ma tak dobry kontakt z rosyjskimi fanami.

## Dyskografia
- Feeling B – Hea Hoa Hoa Hea Hea Hoa (1989)[3]

## Filmografia
- xXx (2002, jako on sam, film fabularny, reżyseria: Rob Cohen)[4]
- Anakonda im Netz (2006, jako on sam, film dokumentalny, reżyseria: Mathilde Bonnefoy)[5]